# Estreux
Estreux település Franciaországban, Nord megyében. Lakosainak száma 945 fő (2022. január 1.). Estreux Onnaing, Saint-Saulve, Saultain, Sebourg, Curgies, Marly és Rombies-et-Marchipont községekkel határos.

## Népesség
A település népességének változása:
| Lakosok száma | 973  | 954  | 966  | 956  | 957  | 959  | 960  | 952  | 945  |
|               | 2013 | 2015 | 2016 | 2017 | 2018 | 2019 | 2020 | 2021 | 2022 |